# Deiner Córdoba
Deiner Córdoba (sinh ngày 21 tháng 4 năm 1992) là một cầu thủ bóng đá người Colombia thi đấu ở vị trí tiền vệ cho Saif Sporting Club ở Giải bóng đá ngoại hạng Bangladesh.

## Quốc tế

### U-17 World Cup Nigeria 2009
Anh từng đại diện Colombia ở Giải vô địch bóng đá U-17 thế giới 2009. Anh thi đấu tất cả các trận vòng bảng và vòng loại trực tiếp. Anh có màn ra mắt trong trận đấu đầu tiên ở vòng bảng vào ngày 25 tháng 10 năm 2009 trước U-17 Hà Lan và ghi một bàn thắng ở phút 72.